# Liste des évêques et archevêques de Philadelphie

Armes des archevêques de Philadelphie

La liste des évêques et archevêques de Philadelphie recense les noms des évêques puis des archevêques qui se sont succédé sur le siège épiscopal de Philadelphie, aux États-Unis, depuis la fondation du diocèse de Philadelphie le 8 avril 1808 par détachement de celui de Baltimore. Le diocèse est érigé en archidiocèse métropolitain sous le nom d'archidiocèse de Philadelphie (Archidioecesis Philadelphiensis) le 12 février 1875.

## Évêques de Philadelphie
- 8 avril 1808-† 22 juillet 1814 : Michaël Egan (Michaël Francis Egan)
- 22 juillet 1814-26 novembre 1819 : siège vacant
- 26 novembre 1819-† 22 avril 1842 : Henry Conwell
- 22 avril 1842-19 août 1851 : Francis Kenrick (Francis Patrick Kenrick)
- 5 février 1852-† 5 janvier 1860 : saint John Neumann[1] (John Népomucène Neumann)
- 5 janvier 1860-12 février 1875 : James Wood (James Frederick Bryan Wood)

## Archevêques  de Philadelphie

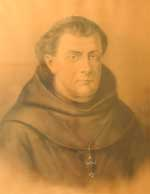
Michaël Egan (1808-1814)
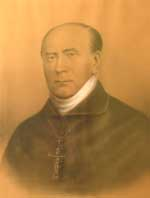
Henry Conwell (1819-1842)
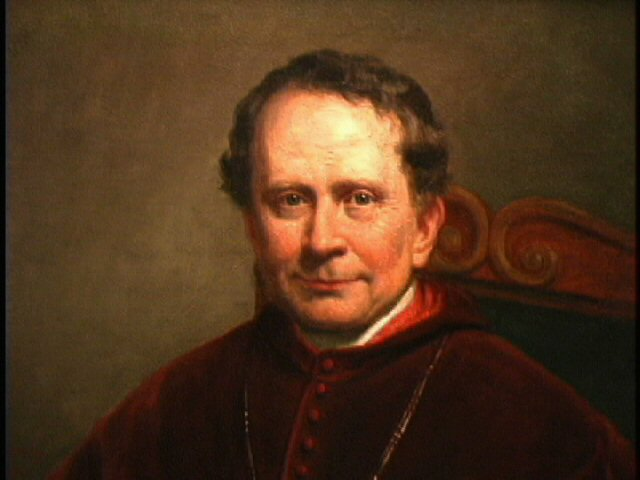
Francis Kenrick (1842-1851)
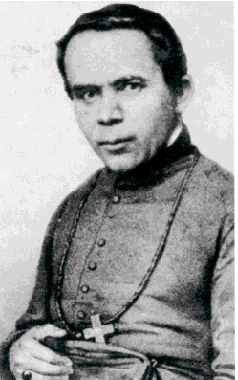
saint John Neumann (1852-1860)
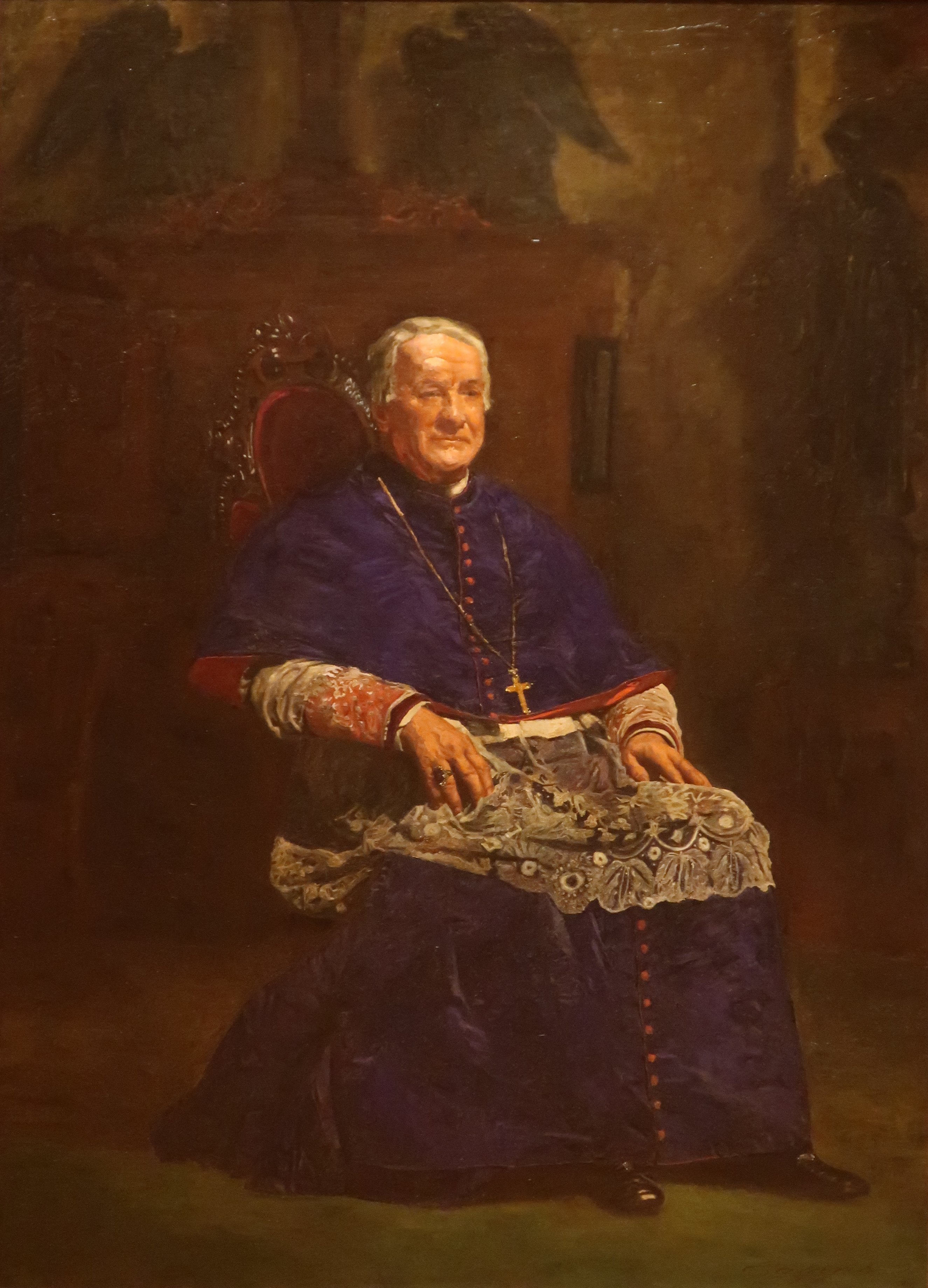
12 février 1875-† 20 juin 1883 : James Wood (James Frederick Bryan Wood), promu archevêque.
- 8 juin 1884-† 11 février 1911 : Patrick Ryan (Patrick John Ryan)
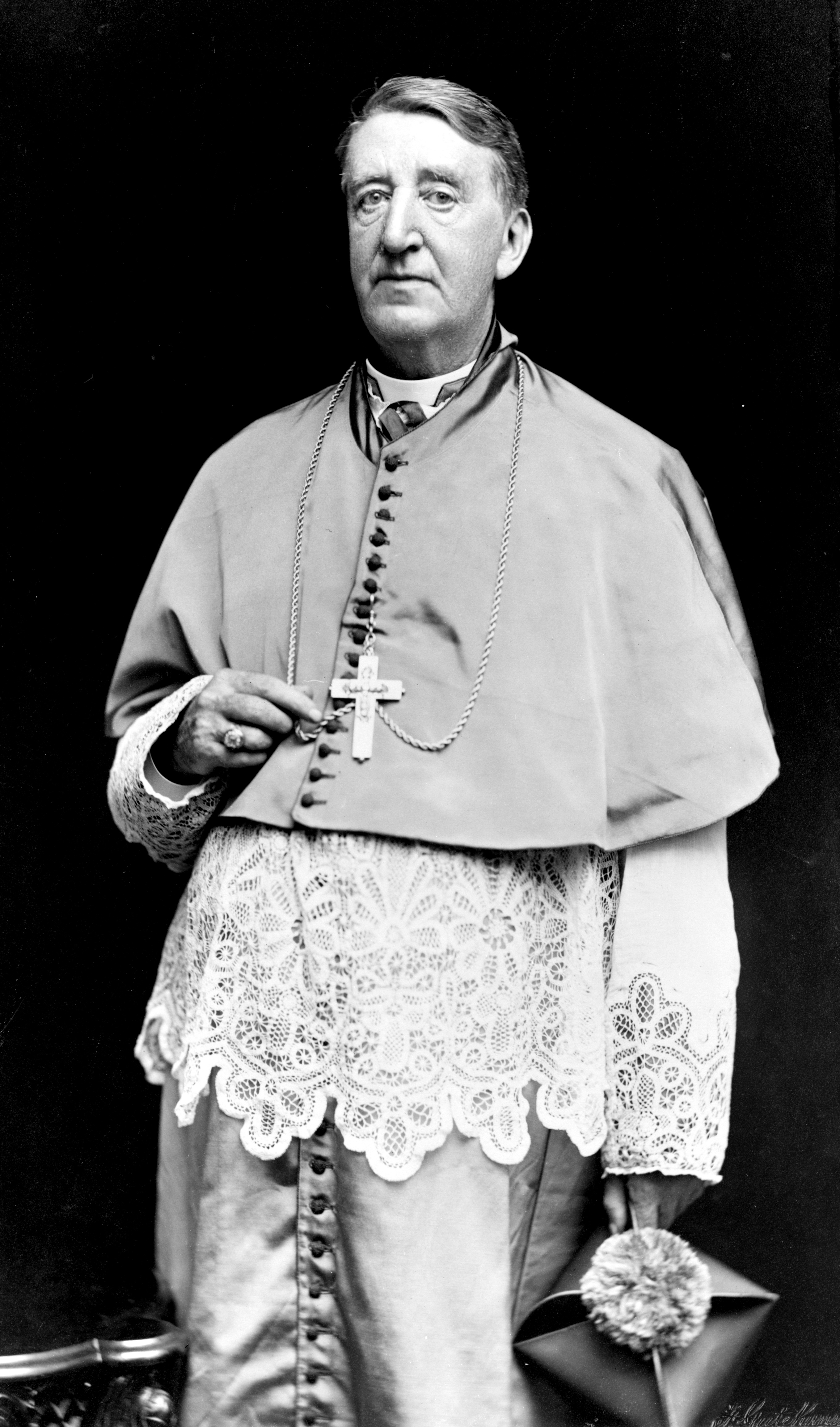
27 mai 1911-† 27 février 1918 : Edmond Prendergast (Edmond Francis Prendergast)
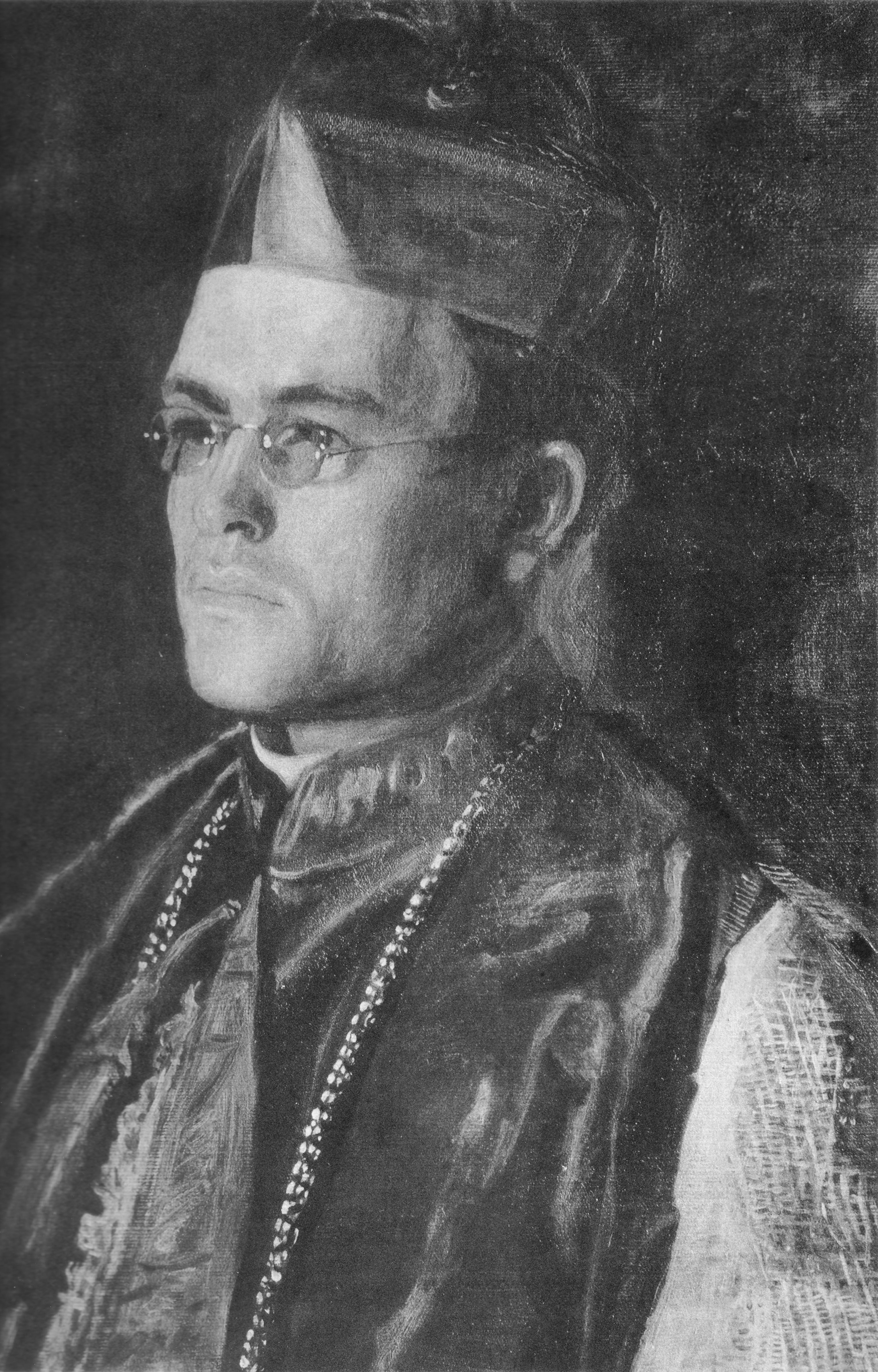
1er mai 1918-† 31 mai 1951 : cardinal (7 mars 1921) Dennis Dougherty (Dennis Joseph Dougherty)
- 23 novembre 1951-† 28 août 1960 : cardinal (15 décembre 1958) John O’Hara (John Francis O’Hara)
- 11 février 1961-11 février 1988 : cardinal (26 juin 1967) John Krol (John Joseph Krol)
- 8 décembre 1987-15 juillet 2003 : cardinal (28 juin 1991) Anthony Bevilacqua (Anthony Joseph Bevilacqua)
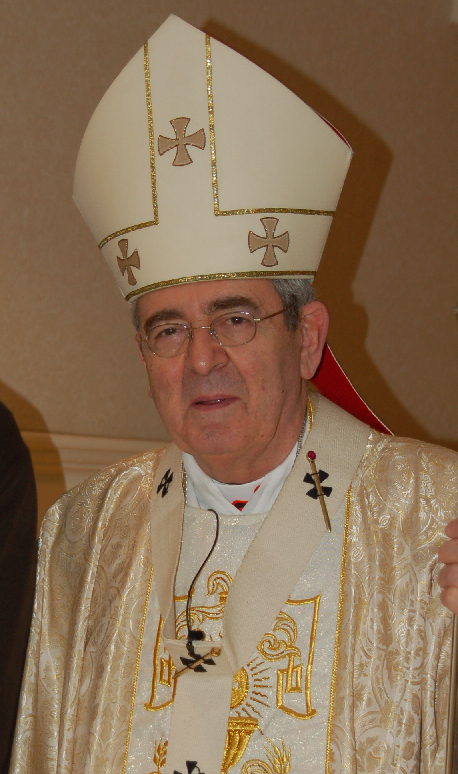
15 juillet 2003-19 juillet 2011 : cardinal (21 octobre 2003) Justin Rigali (Justin Francis Rigali)
- 19 juillet 2011 - 23 janvier 2020  : Charles Chaput (Charles Joseph Chaput)
- depuis le 23 janvier 2020 :  Nelson Perez (Nelson Jesus Perez)